# Geribde watertreder
De geribde watertreder (Brychius elevatus) is een keversoort uit de familie watertreders (Haliplidae). De wetenschappelijke naam van de soort is voor het eerst geldig gepubliceerd in 1794 door Panzer.

## Voorkomen en levenswijze
De kever komt voor in het noorden en midden van Europa, inclusief Nederland, en leeft in langzaam stromende beekjes.

## Synoniemen
- Dytiscus elevatus Panzer, 1793
- Brychius cristatus J.Sahlberg, 1875
- Brychius intermedius G.Müller, 1908
- Brychius norvegicus Munster, 1922
- Brychius obenbergeri Ríha, 1952
- Brychius rossicus Semenov, 1898